# Uracanthus declivis
Uracanthus declivis är en skalbaggsart som beskrevs av J. Linsley Gressitt 1951. Uracanthus declivis ingår i släktet Uracanthus och familjen långhorningar. Inga underarter finns listade i Catalogue of Life.